# Ácido gálico
O ácido gálico ou ácido gálhico é um ácido orgânico, também conhecido como ácido 3,4,5-triidroxibenzóico, encontrado na noz-de-galha, no sumagre, na hamamélis, nas folhas de chá, no súber do carvalho, e outras plantas. Sua fórmula química é C6H2(OH)3COOH. O ácido gálico é encontrado na forma livre e também como parte de taninos. Sais e ésteres de ácido gálico são denominados galatos. Apesar de seu nome, não contém gálio mas tem a ver com a França, já que Gallia é França em Latim científico e Gallica é francês em Latim científico.
É usado como um padrão para a quantificação de fenol em diversos analitos pelo reagente de Folin-Ciocalteau; os resultados são dados em equivalentes de ácido gálico. É de uso frequente na indústria farmacêutica para síntese de fármacos. O ácido gálhico também pode ser usado para sintetizar o alcalóide alucinógeno mescalina, ou 3,4,5-trimetoxifeniletilamina.
O ácido gálhico foi uma das substâncias usadas por Angelo Mai entre outros investigadores de palimpsestos para remover a camada superior de texto e revelar manuscritos escondidos por baixo. Mai foi o primeiro a usá-lo, mas fê-lo "com mão pesada," danificando manuscritos para estudos posteriores.